# Văliug

Lage von Văliug im Kreis Caraș-Severin

Văliug (deutsch Franzdorf, ungarisch Ferenczfalva) ist eine Gemeinde im Kreis Caraș-Severinin der Region Banat in Rumänien. Sie befindet sich im Tal des Flusses Bârzava in 550 m Höhe, im Banater Bergland, am Fuße des Semenic-Gebirges.

## Nachbarorte
| Secu     | Semenic-Gebirge                             | Semenic-Gebirge |
| Doman    | Kompassrose, die auf Nachbargemeinden zeigt | Brebu Nou       |
| Carașova | Nationalpark Semenic-Cheile Carașului       | Gărâna          |

## Geschichte
1792 erstmals urkundlich unter der Bezeichnung Franzdorf erwähnt, wird der Ort diesen Namen bis zur Dreiteilung des Banats (1919) tragen. Nach dem Ersten Weltkrieg, als der östliche Teil des Banats – also auch das Gebiet um Reșița – an Rumänien  fiel, erhielt der Ort den Namen Văliug.
Gegründet wurde Franzdorf 1753 durch die Ansiedlung von 71 deutschen Familien aus dem Salzkammergut in Österreich, die von der territorialen Administrationsverwaltung gerufen worden waren, um in der Kohleherstellung tätig zu sein. Die Kohle wurde für das Hüttenwerk in Reșita benötigt. Die Ansiedler waren demzufolge überwiegend Köhler von Beruf. Sie gaben dem Ort den Namen Franzdorf nach Franz I., Kaiser von Österreich und von 1792 bis 1835 König von Böhmen, Kroatien und Ungarn. 1795 kamen Rumänen aus Oltenien, die vor den Türken geflüchtet waren, und ließen sich im Dorf nieder. Sie bauten ihre Häuser am Berghang ober- und unterhalb der deutschen Siedlung.
Nach dem Österreichisch-Ungarischen Ausgleich (1867) wurde das Banat dem Königreich Ungarn innerhalb der Doppelmonarchie Österreich-Ungarn angegliedert.
Anfang des 20. Jahrhunderts wurde das Gesetz zur Magyarisierung der Ortsnamen (Ga. 4/1898) umgesetzt. Der amtliche Ortsname war Ferenczfalva. Die ungarischen Ortsbezeichnungen blieben bis zur Verwaltungsreform von 1923 im Königreich Rumänien gültig, als die rumänischen Ortsnamen eingeführt wurden.
Der Vertrag von Trianon am 4. Juni 1920 hatte die Dreiteilung des Banats zur Folge, wodurch Văliug an das Königreich Rumänien fiel.

## Kulturleben
Im Ansiedlungsjahr, 1753, wurde die erste Schule errichtet. Der erste Lehrer war Anton Josef Priklmayer, der bis 1808 wirkte. 1807 wurde eine neue Schule gebaut, die bis 1962 ihrer ursprünglichen Bestimmung diente. Unterrichtssprache war Deutsch. Im Ansiedlungsjahr wurde auch das erste Bethaus aus Holz errichtet. Der erste Priester war Benedict Braun, der bis 1818 die Gemeinde seelsorgerisch versorgte. 1861 wurde die neue römisch-katholische Kirche eingeweiht.

## Wirtschaft
Die schnelle Entwicklung der Industrie in Reșita erforderte den Bau einer befestigten Straße für den Holz- bzw. Holzkohletransport. So wurde 1802 die Straße Văliug–Reșita gebaut. 1803 ging im Ortsteil Hommerschupfen der erste Hochofen in Betrieb. 1855 wurde die Straße Văliug–Wolfsberg gebaut diese 1899–1903 bis Slatina über Brebu Nou (Weidenthal) verlängert, was den Zugang nach Caransebeș und Băile Herculane (Herkulesbad) ermöglichte. All dies führte dazu, dass neue Arbeitskräfte gebraucht wurden. Zwischen 1858 und 1859 wurden weitere 40 deutsche Familien aus Österreich angesiedelt.
Um den Holztransport zu erleichtern, entwickelte sich die Flößerei. Das Holz wurde nun auf dem Wasserweg nach Reșita gebracht. Zu diesem Zweck wurde 1865 der Staudamm Klaus errichtet, der die Verbindung zwischen Văliug und dem Ortsteil Lend in Reșita herstellte.
1872 kamen weitere 20 Familien deutsche Kolonisten, die sich in Josefinental (rumänisch Poiana Văliug) niederließen. Gründer dieser Kolonie war Georg Brenan, Leiter der Staats-Eisenbahn-Gesellschaft (StEG) in Reșita, der diese Kolonie nach seiner Frau Josefine benannte. Zwischen 1949 und 1954 wurde der Staudamm Gozna angelegt.

## Tourismus
Nach dem Ersten Weltkrieg wurde oberhalb des Dorfes ein Stausee errichtet; 1956 wurde die viel größere Talsperre oberhalb des Dorfes in Betrieb gesetzt. Als Folge wurde Franzdorf ein touristischer Anziehungspunkt. Anfangs war der Ort zwischen den zwei Stauseen das begehrte Ausflugsziel vorwiegend der Bewohner Reșițas; bald entstanden aber immer mehr Ferienhäuser, so dass Touristengruppen aus den verschiedensten Teilen Rumäniens nach Văliug kamen. Der Ort ist ein Ausgangspunkt für Ausflüge in das Semenic-Gebirge.

## Demografie
| 1880 | 2154 | 1097 | 23 | 890  | 144             |
| 1890 | 2383 | 1196 | 13 | 1044 | 130             |
| 1910 | 2197 | 1256 | 42 | 878  | 21              |
| 1930 | 1618 | 1036 | 4  | 575  | 3               |
| 1941 | 1506 | 1086 | 10 | 405  | 5               |
| 1977 | 1491 | 1268 | 27 | 169  | 27              |
| 1992 | 1185 | 1046 | 18 | 109  | 12              |
| 2002 | 982  | 881  | 10 | 80   | 11              |
| 2011 | 741  | 645  | 6  | 44   | 46              |
| 2021 | 643  | 526  | 3  | 32   | 82 (4 Ukrainer) |